# Dick Thornburgh

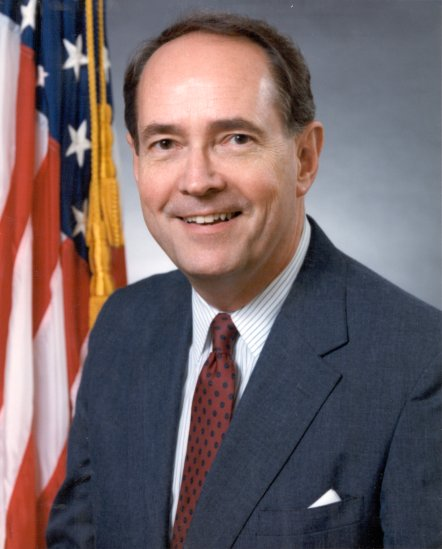
Dick Thornburgh (2005)

Richard Lewis „Dick“ Thornburgh (* 16. Juli 1932 in Pittsburgh, Pennsylvania; † 31. Dezember 2020 in Oakmont, Pennsylvania) war ein US-amerikanischer Jurist und Politiker. Thornburgh gehörte der Republikanischen Partei an. Er war der 41. Gouverneur von Pennsylvania sowie Justizminister (Attorney General) unter den Präsidenten Ronald Reagan und George Bush.

## Studium und berufliche Laufbahn
Nach einem allgemein bildenden Studium absolvierte er zunächst ein Studium der Ingenieurwissenschaften an der Yale University, welches er 1954 mit einem Bachelor of Civil Engineering (B.C.E.) abschloss. Nach einem Studium der Rechtswissenschaften an der Law School der University of Pittsburgh, das er 1957 mit einem Bachelor of Laws (LL.B.) beendete, war er seit 1958 als Rechtsanwalt zugelassen.

## Politische Laufbahn

### Tätigkeiten für das Justizministerium
1966 kandidierte er erfolglos als Bewerber der Republikanischen Partei für das US-Repräsentantenhaus. Anschließend war er zwischen 1967 und 1968 Delegierter des Verfassungskonvents von Pennsylvania.
1969 wurde er dann durch Präsident Richard Nixon als Nachfolger von Gustave Diamond zum United States Attorney und somit zum Bundesankläger von West-Pennsylvania ernannt. In diesem Amt erwarb er sich bald einen Ruf wegen seines unerbittlichen Vorgehens gegen die organisierte Kriminalität. Nach sechs Jahren als District Attorney berief ihn Präsident Gerald Ford zum Assistenten des Generalstaatsanwalts und Leiter der Kriminalabteilung. Dieses Amt behielt er bis zum Ende der Amtszeit von Präsident Ford am 20. Januar 1977.

### Aufstieg zum Gouverneur von Pennsylvania
Nach seinem Ausscheiden aus dem Justizministerium war er wiederum als Rechtsanwalt tätig, ehe er 1978 seine Bewerbung für das Amt des Gouverneurs von Pennsylvania ankündigte. Bei den Gouverneurswahlen setzte er sich dann gegen den Bürgermeister von Pittsburgh, Peter F. Flaherty, durch, indem er insbesondere ein hartes Vorgehen gegen Korruption in der Staatsverwaltung versprach. Er wurde 1982 als Gouverneur wiedergewählt und schied nach seinem Verzicht auf eine erneute Wiederwahl im Jahr 1986 nach einer achtjährigen Amtszeit am 20. Januar 1987 aus dem Amt aus.

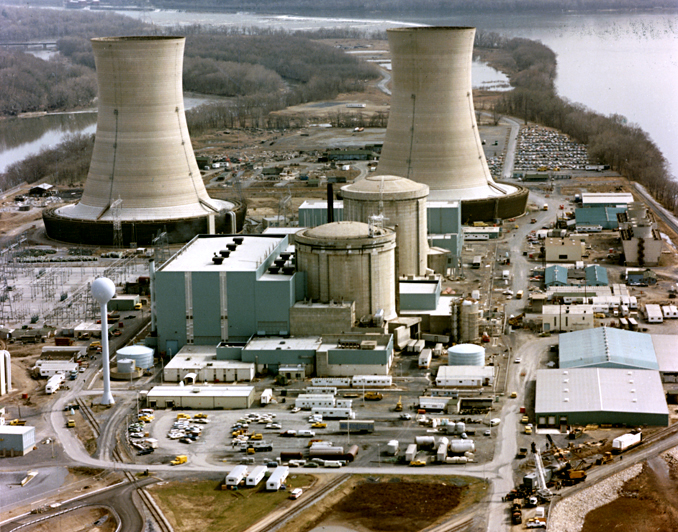
Reaktorblock von Three Mile Island, in dem es 1979 zur Kernschmelze kam

Eines der Hauptereignisse in seiner Gouverneurstätigkeit ereignete sich gleich zu Beginn seiner Amtszeit am 28. März 1979 durch den Störfall im Kernkraftwerk Three Mile Island in der Nähe von Harrisburg. Dabei erwarb er sich den Ruf eines umsichtigen Krisenmanagers, der zur Vermeidung einer Panik unter der Bevölkerung eine Evakuierung der Region um das Kraftwerk und anschließende umfangreiche Aufklärungsmaßnahmen anordnete.
Nach seinem Ausscheiden aus dem Gouverneursamt wurde er 1987 Direktor der John F. Kennedy School of Government der Harvard University.

### Justizminister unter den Präsidenten Reagan und Bush senior
Am 15. August 1988 wurde er von US-Präsident Ronald Reagan als Nachfolger des im Juli zurückgetretenen Edwin Meese als Justizminister (Attorney General) in dessen Kabinett berufen. Dieses Amt behielt er auch nach dem Beginn der Präsidentschaft von George Bush am 20. Januar 1989.
Als seine Hauptaktivitäten betrachtete er dabei die Bekämpfung von Drogenhandel und Wirtschaftskriminalität. Eines der wichtigsten Ereignisse war die Anklage gegen das Mineralölunternehmen Exxon nach der durch den Öltanker Exxon Valdez im kanadischen Prince William Sound verursachten Ölpest.
Am 15. August 1991 trat er als Justizminister zurück und wurde von William Barr abgelöst.

### Erfolglose Senatskandidatur und Rückzug aus der Politik
Noch vor seinem Rücktritt als Justizminister bewarb er sich als Kandidat für den Senatssitz des durch einen Flugzeugabsturz am 4. April 1991 ums Leben gekommenen Henry John Heinz. Obwohl weithin ein Sieg von Thornburgh als sicher galt, unterlag er bei der Wahl jedoch überraschenderweise dem damaligen demokratischen Arbeits- und Industrieminister von Pennsylvania, Harris Wofford.
Thornburgh war daraufhin zwischen 1992 und 1993 noch Untergeneralsekretär der Vereinten Nationen. Anschließend zog er sich aus dem politischen Leben zurück und war wieder als Rechtsanwalt in der Kanzlei tätig, in der 1958 seine berufliche Laufbahn als Jurist begann.
2002 ernannte ihn das Bezirksgericht von New York City-Süd zum Sonderermittler in dem durch das Telekommunikationsunternehmen WorldCom ausgelösten weltweiten Börsenskandal. Der von ihm verfasste Bericht belastete nicht nur WorldCom selbst, sondern auch die Wirtschaftsprüfungsgesellschaft Arthur Andersen sowie den Finanzdienstleister Citigroup.

## Veröffentlichungen
- The Future of Puerto Rico. A Time for Change. 2007, ISBN 978-0-89206-494-6